# 아사쿠라촌 (나라현)
아사쿠라촌(朝倉村)은 나라현 시키군에 설치되었던 촌이다. 현재의 사쿠라이시에 해당한다.

## 역사
- 1889년 4월 1일 - 정촌제 시행에 의해 도이치군 아사쿠라촌이 성립하였다.
- 1897년 4월 1일 - 시키군으로 소속이 변경되었다.
- 1954년 3월 3일 - 아베촌, 도노미네촌과 함께 사쿠라이정에 편입해, 소멸하였다.

## 교통

### 철도
- 긴테쓰 닛폰 철도
  - 오사카선